# Коварский, Николай Аронович
Николай Аронович (Аркадьевич) Коварский (17 января 1904, Минск — 13 октября 1974, Москва) — советский сценарист, историк литературы и педагог. 

## Биография
Родился в Минске, в семье фармацевта и впоследствии видного фармаколога Арона Ошеровича (Аркадия Осиповича) Коварского (1872—1941) и Марии Осиповны Гольденберг. Его дед, Ошер Кивелевич Коварский (1844—1910), возглавлял торговый дом и был председателем правления банка в Вильне; брат отца, Михаил Осипович (Ошерович) Коварский (1875—1954), был директором Московской зубоврачебной школы (впоследствии зуботехнической, 1919—1923). Отец был владельцем аптеки в Минске.
Окончил Высшие государственные курсы искусствоведения (ВГКИ) при Государственном институте истории искусств (1924) и ЛГУ (1925). С 1924 г. научный сотрудник II разряда (впоследствии аспирант) Отдела словесных искусств ГИИИ, работал ассистентом на ВГКИ, вёл семинар по русской литературе XX в., также с начала 1924 года до осени 1925 года был секретарём Секции художественной речи Отдела словесных искусств ГИИИ. Участник домашнего исследовательского семинара Ю. Н. Тынянова и Б. М. Эйхенбаума и сборника «Русская проза» (то есть принадлежал к «младоформалистам»). С середины 1920-х гг. занимался библиографированием и аннотированием современной литературы. Впоследствии отошёл от литературоведения.
Работал редактором, начальником сценарного отдела на киностудии «Ленфильм» (1932—1935, 1938—1941), членом редколлегии журнала «Звезда», редактором на киностудии «Мосфильм» (1941). Был главным редактором Сценарной студии Комитета по делам кинематографии при СНК СССР. В 1940-е годы преподавал во ВГИКе.
В ходе кампании по борьбе с космополитизмом был обвинён министром кинематографии СССР И. Г. Большаковым в помощи «Траубергу в его подрывной антипатриотической деятельности», осуществлении организационной связи «антипатриотической группы, орудовавшей в кино, с антипатриотической группой театральных критиков», поддержке «оголтелого буржуазного националиста Альтмана».
В 1962—1964 годах совместно с К. Ф. Исаевым руководил сценарной мастерской на Высших курсах сценаристов и режиссёров. Член Союза писателей СССР.
Умер 13 октября 1974 года. Похоронен на Химкинском кладбище.

## Семья
- Первая жена — Татьяна Александровна Риттенберг (1904—1995), дочь присяжного поверенного и судебного стряпчего, надворного советника Александра Владимировича Ритенберга (его отец Владимир Азриелевич Ритенберг и дядя Арон Азриелевич Ритенберг (1867—?) владели петербургским торговым домом по продаже сукна, меховой обуви и мануфактуры)[19][20], внучка присяжного поверенного, мецената петербургской еврейской общины Гавриила Андреевича Тиктина[21]; вторым браком с 1936 года была замужем за писателем Юрием Германом.
  - Дочь — Марина Николаевна Коварская (род. 1931).
- Вторая жена (с 1940 года) — Екатерина Борисовна Борисова (1906—1972), детская писательница; первым браком была замужем за карикатуристом К. П. Ротовым (Н. А. Коварский удочерил их ребёнка Ирину Ротову, которая впоследствии стала женой актёра Алексея Баталова)[22].
- Сестра — художник-оформитель Мария Аркадьевна Коварская.
- Двоюродный брат — физик Лев Коварский[23]. Двоюродные брат и сестра — учёный в области машиностроения Ефим Михайлович Коварский (1910—2003) и химик-органик Берта Михайловна Коварская (1912—2006).

## Фильмография
- 1955 — Мать (совм. с М. Донским)
- 1956 — Мальва
- 1958 — Сорока-воровка
- 1959 — Капитанская дочка[24]
- 1961 — Жизнь сначала (совм. с Л. Сухаревской)
- 1966 — Выстрел
- 1970 — Крушение империи[25] (совм. с М. Блейманом)

## Публикации
- Н. С. Тихонов: Критический очерк. Л.: Гослитиздат, 1935. — 239 с.
- Фридрих Эрмлер. М.: Госкиноиздат, 1941. — 96 с.
- Василий Жуковский. Стихотворения и поэмы / Вступ. статья, подготовка текста и примеч. Н. Коварского. Л.: Советский писатель (Ленинградское отделение), 1958. — 473 с.
- Капитанская дочка: Пьеса в 3 действиях по мотивам повести «Капитанская дочка» и материалам «Истории Пугачёва» / Музыка В. А. Дехтерёва. М.: Отдел распространения драматических произведений ВУОАП, 1962. — 84 с.
- Николай Харджиев. Поэтическая культура Маяковского / Н. И. Харджиев, В. В. Тренин; Предисловие Н. Коварского. М.: Искусство, 1970. — 328 с.
- Мятлев, Иван Петрович. Стихотворения ; Сенсации и замечания госпожи Курдюковой / Вступ. статья [с. 5-48], и сост. Н. А. Коварского; подгот. текста и примеч. Н. А. Коварского и Е. П. Бахметьевой; [ил.: И. С. Серов]. — Л.: Сов. писатель, 1969. (Библиотека поэта. Большая серия.)